# Robert L. Johnson
Robert L. Johnson (Hickory, Misisipi; 8 de abril de 1946) es un empresario estadounidense, fundador de la Black Entertainment Television (BET), antiguo presidente y productor ejecutivo de la misma. Johnson es el fundador y presidente de RLJ Development y cofundó, con el rapero Nelly y la leyenda de la NBA Michael Jordan, la franquicia de la NBA Charlotte Bobcats, de la que es accionista mayoritario. Johnson fue el primer afroamericano multimillonario.

## Biografía
Johnson nació en Hickory, Misisipi, el 8 de abril de 1946, pero pasó casi toda su infancia en Freeport, Illinois. Fue el noveno de diez hijos de Edna Johnson y Archie Johnson. Johnson se graduó en el Instituto de Freeport en 1964. Estudió historia en la Universidad de Illinois y se graduó en 1968 con un diploma Bachelor. Mientras estaba en la Universidad de Illinois, Johnson era miembro de la Fraternidad Kappa Alpha Psi. Consiguió un máster en Asuntos Internacionales por parte de la Escuela Woodrow Wilson de Asuntos Públicos e Internacionales en la Universidad de Princeton en 1972. Es padre de dos hijos, Paige y Brett.

## Negocios

### Black Entertainment Television
En 1979, Johnson dejó la NCTA para crear la Black Entertainment Television, la primera compañía de televisión por cable dirigida a los afroamericanos. Empezó su emisión en enero de 1980, con una emisión inicial de dos horas semanales.
Once años después, la BET se convirtió en la primera compañía afroamericana que apareció en la Bolsa de Nueva York. En 2007, la BET llega a más de 65 millones de hogares estadounidenses y se expandió en otros canales que componen la red BET: BETJ y los canales digitales BET Hip-Hop y BET Gospel.
En 1998, Johnson convirtió la compañía en privada, recomprando todas las acciones que habían estado al público. En 1999, Viacom compró BET por 3000 millones de dólares. El 63% de las acciones de Johnson le reportaron unas ganancias de más de 2.000 millones de dólares, convirtiéndole en la persona negra más rica hasta que le cedió el título a Oprah Winfrey, cuando su entonces mujer Sheila Johnson le exigió gran parte de su fortuna tras su divorcio. Johnson continuó siendo el presidente y el productor ejecutivo jefe durante seis años. En 2005, Johnson cedió esos títulos a Debra L. Lee, una antigua vicepresidenta de BET.

### Otras investiduras
Johnson también forma parte de la plantilla de General Mills. También es el primer negro estadounidense en ser el principal propietario de una franquicia deportiva norteamericana: él y Michael Jordan lideraron el grupo que adquirió los derechos del equipo NBA Charlotte Bobcats, que apareció en 2004. Hasta diciembre de 2006 también fue dueño del equipo de la WNBA Charlotte Sting. Sin embargo, renunció a sus derechos sobre las Sting; y como la WNBA fue incapaz de encontrar un comprador, la franquicia desapareció el 3 de enero de 2007. Johnson también es el fundador y presidente de RLJ Companies Inc.
A finales de 2006, Johnson fundó Our Stories Films, una compañía cinematográfica sita en Los Ángeles. Su compañero es Harvey Weinstein, quien posee una nueva empresa, la Weinstein Company, que hace las funciones de distribuidora. JP Morgan Chase invirtió 175 millones de dólares en Our Stories. Sus fondos propios son financiados en parte por Carlyle Group, mientras que sus fondos de inversión libre son financiados por el Deutsche Bank.

En 2007, Johnson estaba tan inspirado por la nueva presidenta de Liberia Ellen Johnson-Sirleaf que él y una delegación de varios líderes afroamericanos hicieron un viaje a Liberia y se reunieron para revitalizar las históricas relaciones entre los afroamericanos y el país africano. Esto llevó a la creación de la Fundación Liberia Enterprise Development, con un fondo de 30 millones de dólares. Meses después, Johnson escribió una controvertida carta a The Washington Post defendiendo que el nuevo Comando Militar AFRICOM debería estar situado en Liberia. Johnson también hizo una llamada para que los "Afroamericanos defendieran Liberia del mismo modo que los judíos americanos defiende Israel". Fue introducido en el Junior Achivement's U.S. Business Hall of Fame en 2008.

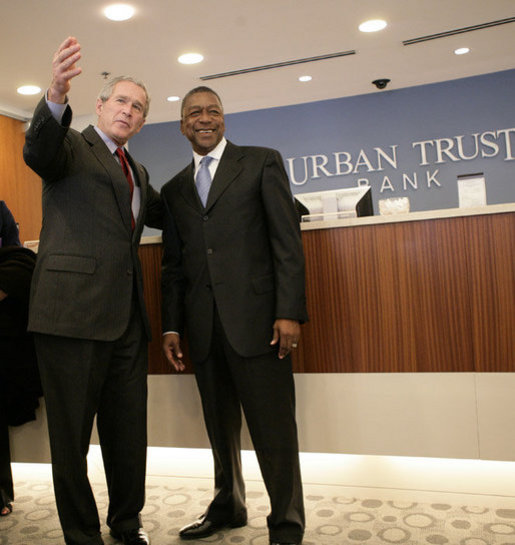
Robert L. Johnson junto a George W. Bush en las oficinas de RLJ Companies

### Controversia
En enero de 2008, Johnson se convirtió en objeto de crítica por los comentarios que hizo a los seguidores de Hillary Rodham Clinton acerca de Barack Obama. Johnson criticó a Obama por su pasado cocainómano. La campaña Clinton negó esto, diciendo que los comentarios se referían al trabajo de Obama como organizador de eventos de la comunidad. En los días siguientes, Johnson fue criticado por sus comentarios y tachado de hipócrita dado el uso de droga por parte de artistas presentados en BET.
El 17 de enero de 2008 Johnson envió a Obama la siguiente disculpa: "Le escribo para disculparme ante usted y ante su familia por los comentarios que hice en el reciente evento de Clinton. En mi intento por apoyar a la Senadora Clinton, hice algunas declaraciones muy inoportunas por las que estoy completamente arrepentido. Espero que acepte mis disculpas. Mucha suerte en su campaña electoral.".

El 14 de abril de 2008 Johnson comentó que Obama no sería el líder de su partido político si no fuera negro, como apoyo a las declaraciones de Geraldine Ferraro. También dijo que "Hice una broma sobre el consumo de drogas de Obama: 'Oh Dios mío, un negro haciendo quedar mal a otro negro'".

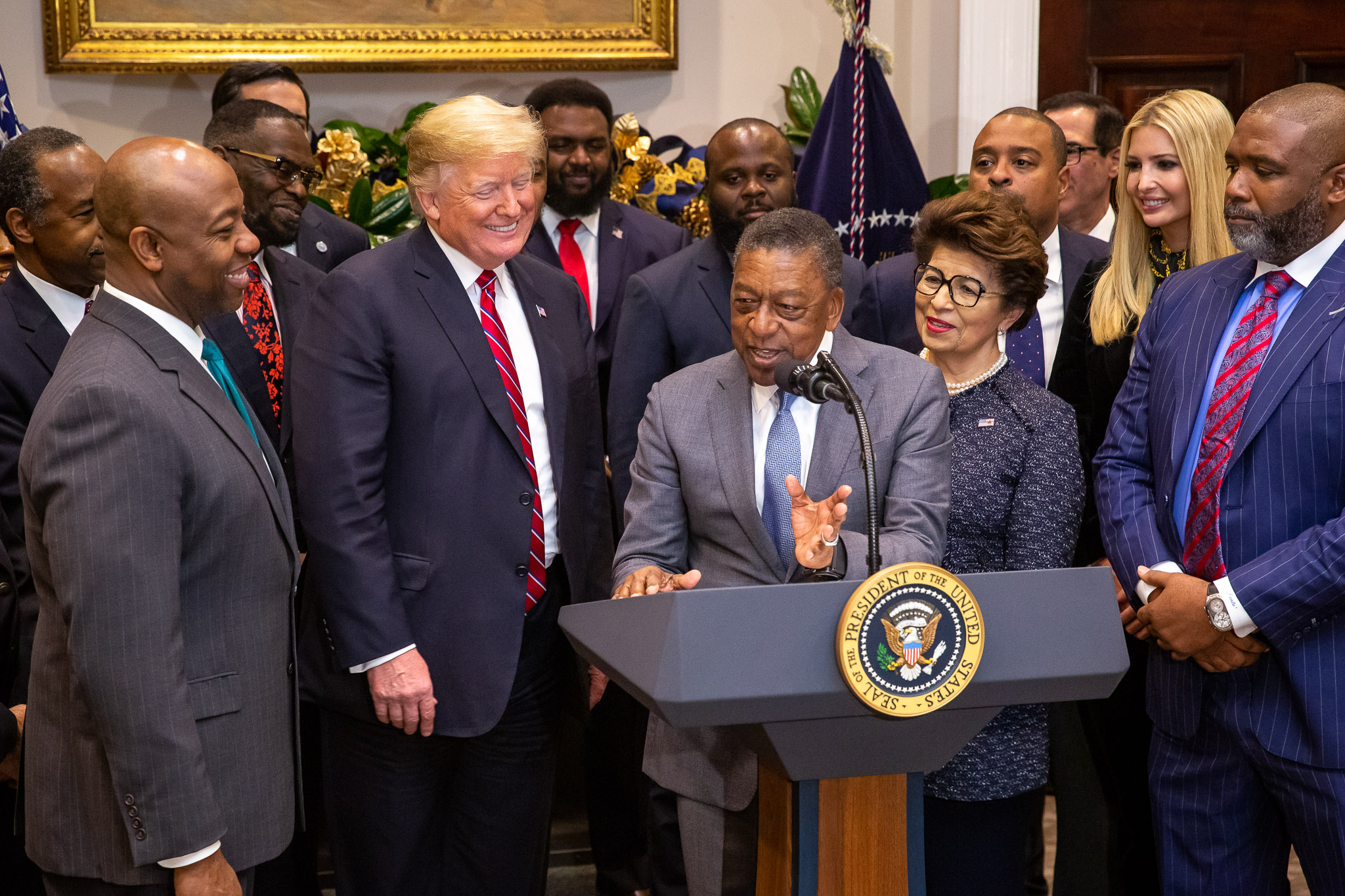
El presidente Donald Trump junto a Johnson

Pese a las críticas Johnson en 2018, halagó la labor del presidente Donald Trump en frentes como la economía, igualdad o empleo, instando a los electores afroamericanos a votar a alguien que, en sus propias palabras: "Responda a nuestros intereses".
A día de hoy Johnson acumula una fortuna de 3.1 billones de dólares y continúa siendo el presidente de RLJ Industries